# Quadraceps longicollis
Quadraceps longicollis är en insektsart som först beskrevs av Rudow 1869.  Quadraceps longicollis ingår i släktet Quadraceps, och familjen fjäderlöss. Arten är reproducerande i Sverige.